# Holger Perfort
Holger Perfort (* 9. Juni 1925 in Aarhus; † 29. April 2023) war ein dänischer Schauspieler.

## Leben und Karriere
Holger Perfort absolvierte seine Schauspielausbildung von 1946 bis 1949 am Aarhus Teater und gab dort am 23. September 1948 sein Bühnendebüt. Danach spielte er zunächst weiter in Aarhus. Im Jahr 1954 zog er nach Kopenhagen und spielte dort an zahlreichen Bühnen. Von 1958 bis 1965 war er festes Ensemblemitglied am Odense Teater. Ab den 1970er-Jahren spielte er zumeist am Folketeatret. Er deckte ein breit gefächertes Rollenspektrum im Sprechtheater sowie in Operetten und Musicals ab. Vor der Kamera spielte er unter anderem Nebenrollen in sechs Filmen der Olsenbande-Reihe, im Oscar-prämierten Film Babettes Fest sowie in Lars von Triers Europa und Hospital der Geister. Perfort blieb bis ins hohe Alter als Schauspieler aktiv und stand noch im Jahr 2019 in einer Anatevka-Inszenierung auf der Bühne des Det Ny-Theater. Insgesamt wirkte Perfort von 1955 bis 2014 in mehr als 80 Film-und-Fernsehproduktionen mit. Holger Perfort starb am 29. April 2023 im Alter von 97 Jahren.
Holger Perfort engagierte sich im Dänischen Schauspielerverband (Dansk Skuespillerforbund) und war von 1969 bis 1976 dessen Vorsitzender. Von 1970 bis 1973 war er auch Mitglied des Staatlichen Theaterrates (Statens Teaterråd). Von 1952 bis zu deren Tod 2002 war er mit der Schauspielerin Lillian Tillegreen verheiratet.

## Filmografie
- 1955: Min datter Nelly
- 1965: Regnvejr og ingen penge (Fernsehmehrteiler)
- 1966: Es war einmal ein Krieg (Der var engang en krig)
- 1967: Billet til månen (Fernsehfilm)
- 1968: Farvel Thomas (Fernsehfilm)
- 1968: Det var en lørdag aften
- 1968: Henrik IV (Fernsehfilm)
- 1968: De røde heste
- 1970: Tango jalousi (Fernsehfilm)
- 1970: Og så er der bal bagefter
- 1970: Smuglerne (Fernsehserie; Episodenrolle)
- 1970–1977: Oh, diese Mieter (Huset på Christianshavn; Fernsehserie; 3 Episoden)
- 1971: Til lykke Hansen (Fernsehfilm)
- 1971: Den forsvundne fuldmægtig
- 1973: Die Olsenbande läuft Amok (Olsen-banden går amok)
- 1974: Der (voraussichtlich) letzte Streich der Olsenbande (Olsen-bandens sidste bedrifter)
- 1976: Ministeren og døden (Fernsehfilm)
- 1977: Die Olsenbande schlägt wieder zu (Olsen-banden deruda’)
- 1977: Ministerens mord (Fernsehfilm)
- 1977: Hærværk
- 1977: Skytten
- 1978: Strandvaskeren (Fernsehserie)
- 1978: Lille spejl
- 1978: En by i provinsen (Fernsehserie; Episodenrolle)
- 1978: Die Olsenbande steigt aufs Dach (Olsen-banden går i krig)
- 1978: Ret beset (Fernsehserie; Episodenrolle)
- 1978–1981: Die Leute von Korsbaek (Matador, Fernsehserie)
- 1979: Rend mig i traditionerne
- 1980: Vores år (Fernsehmehrteiler)
- 1981: Krigsdøtre (Fernsehserie; Episodenrolle)
- 1981: Die Olsenbande fliegt über alle Berge (Olsen-banden over alle bjerge)
- 1984: Privatdetektiv Anthonsen (Anthonsen; Fernsehserie; Episodenrolle)
- 1985: Nissebanden (Fernsehserie; Episodenrolle)
- 1985: Klitgården (Fernsehserie; Episodenrolle)
- 1987: Babettes Fest (Babettes gæstebud)
- 1988–1989: Station 13 (Fernsehserie; 3 Episoden)
- 1991: Ugeavisen (Fernsehserie; Episodenrolle)
- 1991: Tre kärlekar (Fernsehserie; Episodenrolle)
- 1991: Europa
- 1991: Landsbyen (Fernsehserie; Episodenrolle)
- 1992: Gøngehøvdingen (Fernsehserie; 4 Episoden)
- 1992: Krümel im Chaos (Krummerne 2 – Stakkels Krumme)
- 1993: Schwarze Ernte (Sort høst)
- 1994: Hospital der Geister I (Riget I)
- 1995: Vita lögner
- 1996: Renters rente (Fernsehmehrteiler)
- 1996: Bryggeren (Fernsehserie; 4 Episoden)
- 1997: Hospital der Geister II (Riget II)
- 1998: Taxa (Fernsehserie; Episodenrolle)
- 1998: Der (wirklich) allerletzte Streich der Olsenbande (Olsen-bandens sidste stik)
- 1998: Pas på mor (Fernsehserie; Episodenrolle)
- 2000: Fruen på Hamre
- 2000: Die Bank (Bænken)
- 2000: Pyrus i alletiders eventyr (Fernsehserie; Episodenrolle)
- 2001: Kat
- 2001: Jolly Roger
- 2002: Hotellet (Fernsehserie; Episodenrolle)
- 2003: Jesus und Josefine (Jesus & Josefine; Fernsehserie; Episodenrolle)
- 2004: Krøniken (Fernsehserie; Episodenrolle)
- 2010: Osman og Jeppe (Fernsehserie; Episodenrolle)
- 2014: 1864 – Liebe und Verrat in Zeiten des Krieges (1864, Fernsehserie)